# Высоцкий, Константин Николаевич
Константин Николаевич Высоцкий (1830-е, Тара, Российская империя — 1887, Тюмень, Российская империя) — российский издатель и предприниматель, основатель первых в Тобольской губернии частных типографии и газеты.

## Биография
Константин Высоцкий родился в семье поляка Николая Высоцкого, который был сослан за преступление в Сибирь в 1827 году в Тарский округ Тобольской губернии в каторжные работы на Екатерининский казённый винокуренный завод № 5. В 1840-х годах его отец служил главным чиновником заводской конторы Екатерининского казённого винокуренного завода.
Остаётся неизвестным точная дата рождения (1835, 1836 или 1837).
В 1849—1850 учебном году обучался в 3 классе Тарского уездного училища.
В 1854 году он поступил на государственную службу, преподавал в Тюменском уездном училище. До 30 марта 1859 года состоял учителем рисования, черчения, чистописания Тарского уездного училища. С 30 марта 1859 года состоял учителем в Тарском Спасском приходском училище. В 1863 году вышел в отставку.
В 1860-е годы Высоцкий руководил демократическим кружком в Тюмени. Члены кружка обсуждали новые номера литературных журналов, произведения Льва Толстого, Ивана Тургенева. Кружок был закрыт полицией как «нигилистический». В 1866 году Высоцкий открыл первую в Тюмени фотомастерскую, в 1867 году — первую в Тюмени литографию.
В 1869 году Высоцкий открыл типографию, которая стала первой в Тюмени и первой частной в Тобольской губернии. В распоряжении типографии было четыре станка, в ней работало до полутора десятков человек. Первой книгой, которую издал Высоцкий, была 14-страничная брошюра «Устав приказчичьего клуба в городе Тюмени». Он издавал книги по истории, романы, карты, справочники, учебные пособия, отчёты и уставы благотворительных обществ. В 1871 году прошла публичная выставка сельского хозяйства и промыслов Тюменского округа Тобольской губернии. За представленные на ней экспонаты Высоцкий был награждён похвальным листом министерства финансов.
Вместе с купцом Николаем Чукмалдиным он написал «Записку о плавании по реке Type пароходов и о направлении предполагаемой железной дороги» (1872). Соавторы доказывали, что железная дорога должна проходить через Тюмень. В типографии Высоцкого были изданы альбомы писателя и художника Михаила Знаменского «Моя поездка на кумыс. Клубные сонные грёзы» и «Обрыв. Роман классический, картинный, отменно длинный, длинный и сатирический и чинный» (оба 1875), книга «3000 вёрст по рекам Западной Сибири. Очерки и заметки. Из скитаний по берегам Туры, Тобола, Иртыша и Оби» (1878) тюменского жителя Андрея Павлова (ранее её автором считался геолог Алексей Павлов). После издания этих книг за Высоцким был установлен полицейский надзор.
В 1879 году Высоцкий издавал первую в Тобольской губернии частную газету «Сибирский листок объявлений». Газета выходила еженедельно с 5 января по 28 декабря. Её авторами были тюменцы: купцы Чукмалдин, Василий Иванович Князев, художник Иван Калганов. Газета проходила двойную предварительную цензуру — в Казани и в Тобольске — и закрылась из-за убытков.
Константин Высоцкий умер в 1887 году и был похоронен на тюменском Текутьевском кладбище.
В 1914 году в Петрограде В. В. Князев собирал биографические сведения о К. Н. Высоцком, как о старо-тюменце. Для этих целей автор обратился к населению города Тюмени о помощи собрать эти сведения. Данные сведения были нужны для издания книг, посвящённых городу Тюмени.

## Семья
Младший брат Пётр в 1850—1851 учебном году обучался в первом классе Тарского уездного училища. Проживал в городе Таре. Его потомки числились в тарском мещанском сословии, избирались не раз на общественные должности.
Константин Николаевич был женат на дочери священника Людмиле Афанасьевне. У него было трое детей:
- Мария (7 марта 1860 — 29 июня 1892). Вышла замуж за купца Князева, её сыном был советский поэт Василий Васильевич Князев;
- Людмила (9 июня 1862 — после 1943). Получила в наследство типографию и продолжала дело отца, но в 1909 году продала типографию издателю Алексею Афромееву. В 1911 году Людмила Константиновна принимала участие в Первой Западно-Сибирской сельскохозяйственной, лесной и торгово-промышленной выставке в городе Омске, где была удостоена большой серебряной медали за шитьё бисером на иконах (ризы)[6][7];
- Николай (1864—1932). Стал геологом, в честь него был назван минерал высоцкит[8].

Константин Николаевич и его дочь Людмила внесли большой вклад в развитие предпринимательства и культуры Тюмени. Современники называли издателя «тюменским гением» и «ходячей гуманностью».